# Jonathan Drack
Jean Patrick Jonathan Drack (Beau Bassin-Rose Hill, 16 novembre 1988) è un triplista mauriziano.

## Biografia
Drack inizia a disputare le prime gare nei salti in estensione nel 2008. Nel 2013 debutta con la nazionale mauriziana ai Mondiali di Mosca 2013 e successivamente a Pechino 2015. Nel 2016, Drack ha preso parte ai Giochi olimpici di Rio de Janeiro 2016, dove non ha raggiunto la finale. In occasione di quest'evento è stato portabandiera della delegazione nazionale durante la cerimonia di chiusura. Attivo soprattutto nelle competizioni che hanno luogo in Africa, nel 2019 ha vinto la medaglia di bronzo ai Giochi panafricani in Marocco.

## Palmarès
| Anno | Manifestazione              | Sede           | Evento         | Risultato | Prestazione | Note |
| ---- | --------------------------- | -------------- | -------------- | --------- | ----------- | ---- |
| 2013 | Mondiali                    | Mosca          | Salto triplo   | 20º (q)   | 15,54 m     |      |
| 2014 | Giochi del Commonwealth     | Glasgow        | Salto triplo   | Finale    | dns         |      |
| 2015 | Giochi isole Oceano Indiano | Saint-Denis    | Salto triplo   | Oro       | 17,05 m     |      |
| 2015 | Mondiali                    | Pechino        | Salto triplo   | 11º       | 16,64 m     |      |
| 2016 | Mondiali indoor             | Portland       | Salto triplo   | 13º       | 16,04 m     |      |
| 2016 | Giochi olimpici             | Rio de Janeiro | Salto triplo   | 28º (q)   | 16,21 m     |      |
| 2016 | Campionati africani         | Durban         | Salto triplo   | 4º        | 16,61 m     |      |
| 2017 | Giochi della Francofonia    | Abidjan        | Salto triplo   | 5º        | 16,05 m     |      |
| 2018 | Giochi del Commonwealth     | Gold Coast     | Salto triplo   | 6º        | 16,28 m     |      |
| 2018 | Giochi del Commonwealth     | Gold Coast     | Salto in lungo | 19º (q)   | 7,37 m      |      |
| 2018 | Campionati africani         | Asaba          | Salto triplo   | 5º        | 16,41 m     |      |
| 2019 | Giochi isole Oceano Indiano | Port Louis     | Salto in lungo | Oro       | 7,61 m      |      |
| 2019 | Giochi isole Oceano Indiano | Port Louis     | Salto triplo   | Oro       | 16,51 m     |      |
| 2019 | Giochi panafricani          | Rabat          | Salto in lungo | 17º       | 6,71 m      |      |
| 2019 | Giochi panafricani          | Rabat          | Salto triplo   | Bronzo    | 16,53 m     |      |